# Archeologia musicale
L'archeologia musicale è una scienza di ricerca che adotta entrambi i metodi di indagine scientifica della musicologia e dell'archeologia. Questa branca dell'archeologia non indaga solo sulla musica, ma anche sulla relazione che ha questa arte con i vari avvenimenti, e riti, del passato attraverso lo studio di vari reperti e fonti. Questa disciplina si è particolarmente diffusa in questi ultimi decenni.